# Condado de Cleburne (Alabama)
El condado de Cleburne es un condado de Alabama, Estados Unidos. Nombrado en honor del General Patrick Cleburne, de Arkansas. Tiene una superficie de 1453 km² y una población de 14 123 habitantes (según el censo de 2000). La sede de condado es Heflin.

## Historia
El Condado de Cleburne se fundó el 6 de diciembre de 1866.

## Geografía
Según la Oficina del Censo de los Estados Unidos el condado tiene un área total de 1453 km², de los cuales 1451 km² son de tierra y 2 km² de agua (0,14%).

### Principales autopistas
- Interstate 20
- U.S. Highway 78
- U.S. Highway 431
- State Route 9
- State Route 46

### Condados adyacentes
- Condado de Cherokee (Alabama) - norte
- Condado de Polk (Georgia) - noreste
- Condado de Haralson (Georgia) - este
- Condado de Carroll (Georgia) - sureste
- Condado de Randolph (Alabama) - sur
- Condado de Clay (Alabama) - suroeste
- Condado de Talladega (Alabama) - suroeste
- Condado de Calhoun (Alabama) - oeste

### Ciudades y pueblos
- Edwardsville
- Fruithurst
- Heflin
- Ranburne
- Hollis Crossroads

## Demografía
| Población histórica Año Población ±% 1900 13 206 — 1910 13 385 +1.4 % 1920 13 360 −0.2 % 1930 12 877 −3.6 % 1940 13 629 +5.8 % 1950 11 904 −12.7 % 1960 10 911 −8.3 % 1970 10 996 +0.8 % 1980 12 595 +14.5 % 1990 12 730 +1.1 % 2000 14 123 +10.9 % |           |         |
| Población histórica |           |         |
| Año | Población | ±%      |
| 1900 | 13 206    | —       |
| 1910 | 13 385    | +1.4 %  |
| 1920 | 13 360    | −0.2 %  |
| 1930 | 12 877    | −3.6 %  |
| 1940 | 13 629    | +5.8 %  |
| 1950 | 11 904    | −12.7 % |
| 1960 | 10 911    | −8.3 %  |
| 1970 | 10 996    | +0.8 %  |
| 1980 | 12 595    | +14.5 % |
| 1990 | 12 730    | +1.1 %  |
| 2000 | 14 123    | +10.9 % |